# Lusitano Cars
Lusitano Cars är en svensk sportbilstillverkare som tagit över rättigheterna till Indigo 3000, från den konkursdrabbade tillverkaren Jösse Car.
Bilens design har uppdaterats av Hans Philip Zachau, som även stod för den ursprungliga designen på 90-talet. Även tekniskt har bilen uppdaterats för att uppfylla moderna anpassningar och certifieringar.
Motorn är en Skövdetillverkad Volvo SI6 (Short Inline 6) som även satt i Land Rover och växellådan Volvos M90-modell.
Nästan hela den tvåsistsiga karossen är byggd i kolfiber och bär enligt Teknikens Värld drag från "Austin Healy, Jaguar E-type eller Volvo P1800 i formspråket".